# Protestas en Gabón de 2009
Las protestas en Gabón de 2009 fueron disturbios y manifestaciones callejeras violentas lideradas por la oposición y un creciente movimiento de desobediencia civil en Port-Gentil y Libreville en Gabón después de que se anunciaran los resultados inmediatos de las elecciones presidenciales de 2009. Hubo muertos en medio de los disturbios, enfrentamientos y combates entre las fuerzas rivales. La injerencia francesa en las acciones provocó la indignación nacional, una de las causas del malestar inmediato.

## Antecedentes
Las protestas comenzaron como un intento de la oposición para protestar por las dificultades electorales, las irregularidades generalizadas y la corrupción en las campañas electorales, según la oposición, ganó el apoyo del presidente Ali Bongo porque los votos se vieron obligados a estar a favor de su propio partido (él es hijo del expresidente Omar Bongo). Las protestas sociales y anti-electorales a nivel nacional y generalizadas fueron causadas por los resultados, lo que generó tensiones y violencia.

## Protestas
Las fuerzas de seguridad dispararon gases lacrimógenos contra los mítines de la oposición en Port-Gentil, epicentro de las manifestaciones masivas contra los resultados de las elecciones, a pesar de la presencia policial. Miles de manifestantes prendieron fuego a llantas y cajas de basura, mientras que en Libreville, los manifestantes corearon consignas contra el presidente y los resultados, pidiendo nuevas elecciones.
A todos sus 10 000 ciudadanos se les dijo que permanecieran encerrados a pesar de la violencia, y Francia ordenó el ingreso de tropas a las ciudades. Las protestas continuaron durante los siguientes dos días, con dos muertos en los enfrentamientos con la policía y los manifestantes el 5 de septiembre. Los presos también fueron liberados. La violencia a gran escala (por parte de la policía antidisturbios) y las manifestaciones masivas fueron ignoradas en gran medida por los medios patrocinados por el gobierno, sin embargo, otros medios hicieron una cobertura completa de las protestas.
Las protestas por las disputadas elecciones se reanudaron los días 4 y 5 de septiembre, a pesar de los severos bloqueos y enfrentamientos. Las huelgas paralizaron la mayor parte de la ciudad oriental de Port-Gentil y dos murieron en el levantamiento de la ciudad. El movimiento pidió elecciones más limpias, la cancelación de la votación anterior y el recuento de las elecciones a pesar de las irregularidades generalizadas. La Comisión Electoral informó de un fraude generalizado durante las elecciones.